# 1802
1802 (MDCCCII) byl rok, který dle gregoriánského kalendáře započal pátkem.

## Události
- 26. ledna – V Cisalpinské republice je vyhlášena Italskou republiku a Napoleon Bonaparte byl zvolen její prezidentem.
- 16. března – Byla založena americká vojenská akademie ve West Point.
- 27. března – Mír v Amiens ukončil válku mezi Británií a Francií zahájenou v roce 1793.
- 4. května – V Rakousku (a tedy i v Čechách a na Moravě) byla zrušena doživotní vojenská služba.
- 19. května – Napoleon Bonaparte založil Řád čestné legie.
- 10. října – V Barceloně se konaly svatby asturijského prince a pozdějšího španělského krále Ferdinanda VII. s neapolsko-sicilskou princeznou Marií Antonií a pozdějšího krále obojí Sicílie Františka I. se španělskou infantkou Marií Isabelou.
- Byla založena Královská vojenská akademie Sandhurst v Británii.
- U zámku v Lednici nechal Alois I. z Lichtenštejna postavit 62 metrů vysoký minaret.

### Probíhající události
- 1791–1804 – Haitská revoluce
- 1792–1802 – Francouzské revoluční války

## Vědy a umění
- 11. března – V Londýně byla představena Rosettská deska a byla uložena v Britském muzeu.
- 23. června – Německý přírodovědec Alexander von Humboldt s francouzským botanikem Aimé Jacquem Alexandrem Bonplandem vystoupil na hoře Chimborazo v Kordillerách do výšky 5 749 m n. m. a poprvé popsal příznaky výškové nemoci.
- 4. září – Německý lingvista Georg Friedrich Grotefend v Göttingenu představil rozluštění klínového písma.
- Anglický astronom William Hyde Wollaston poprvé pozoroval Fraunhoferovy čáry.
- Pruský chemik Franz Karl Achard vynalezl průmyslovou výrobu cukru z cukrové řepy a založil první cukrovar na rafinaci cukru z této suroviny.
- Britský konstruktér Richard Trevithick si nechal patentovat vysokotlaký parní stroj.
- Švédský chemik Jöns Jacob Berzelius objevil chemický prvek tantal.
- Anglický chemik Humphry Davy a průmyslník Thomas Wedgwood popsali své experimenty s fotografií – metodu kopírování viditelného obrazu na bázi chemicky stálého média.
- Uherský šlechtic Ferenc Széchényi založil v Budíně Széchényiho národní knihovnu.

## Narození

### Česko
- 23. ledna – Augustin Pavel Wahala, litoměřický biskup († 10. září 1877)
- 23. února – Ondřej Zelinka, rakouský právník a politik moravského původu († 21. listopadu 1868)
- 24. března – Alois Josef Schrenk, pražský arcibiskup († 5. března 1849)
- 30. března
  - Josef Kačer, evangelický kazatel a básník († 25. ledna 1871)
  - Rudolf kníže Kinský, šlechtic, vlastenec a diplomat († 27. ledna 1836)
- 1. dubna – Josef Alexandr Dundr, učitel a vlastenec († 14. září 1874)
- 14. dubna – Josef Věnceslav Vlasák, učitel a obrozenecký spisovatel († 16. června 1871)
- 17. dubna – Vincenc Morstadt, malíř († 19. února 1875)
- 20. května – Antonín Boček, archivář a historik († 13. ledna 1847)
- 5. června – Tomáš Burian, důstojník a učitel češtiny († 22. ledna 1874)
- 7. června – Johann Liebieg, východočeský průmyslník († 16. července 1870)
- 4. července – Josef Labický, skladatel († 18. srpna 1881)
- 17. srpna – Josef John, lesník († 24. ledna 1871)
- ? – Josef Malý, kněz a teolog († 7. října 1862)
- ? – Jan Čermák, kněz a kanovník († 13. února 1880)
- ? – Anton Glasner, starosta Znojma († 5. února 1871)

### Svět

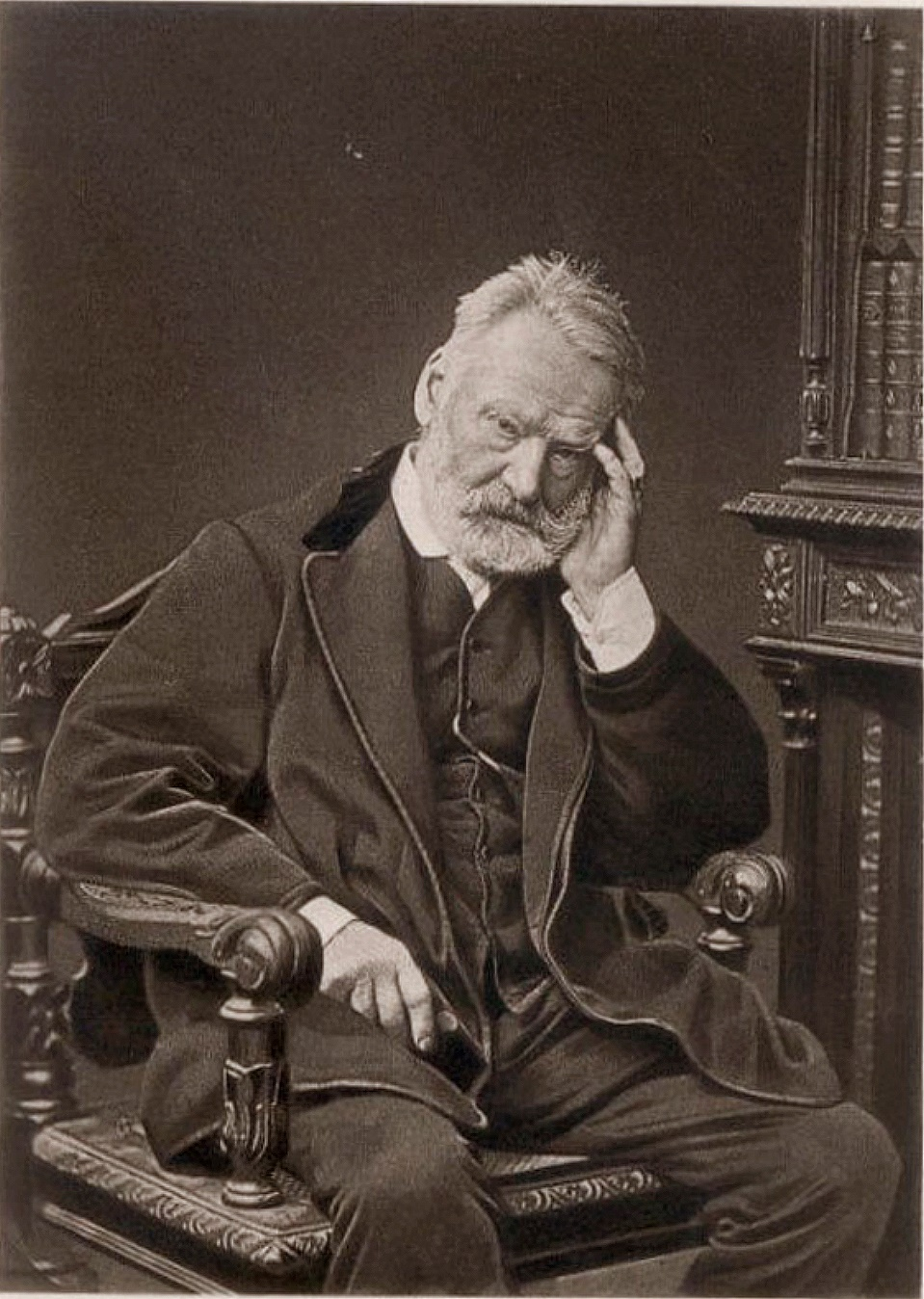
Victor Hugo (* 26. února)

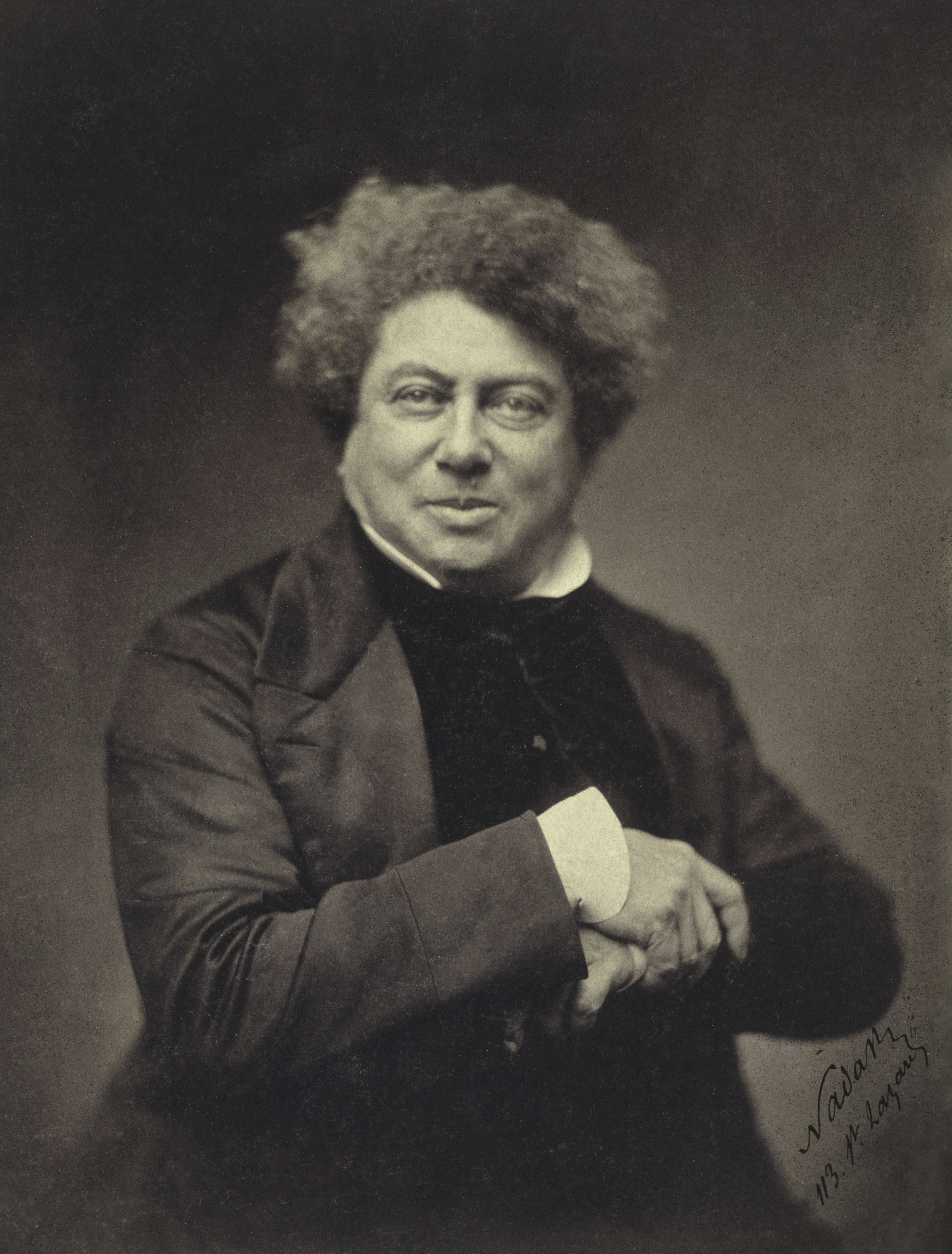
Alexandre Dumas starší (* 24. července)

- 21. ledna – Karel II. Schwarzenberg, rakouský politik a voják († 25. června 1858)
- 26. ledna – Casimir Lefaucheux, francouzský puškař († 9. srpna 1852)
- 31. ledna – Nils Ericson, švédský inženýr, stavitel a voják († 8. září 1870)
- 6. února – Charles Wheatstone, britský vědec a vynálezce († 19. října 1875)
- 9. února – Étienne Arago, francouzský spisovatel a politik († 7. března 1892)
- 14. února – Józef Bohdan Zaleski, polský básník († 31. března 1886)
- 15. února – Jean Jacques Alexis Uhrich, francouzský vojenský velitel († 9. říjen 1886)
- 20. února – Charles Auguste de Bériot, belgický houslista a hudební skladatel († 8. dubna 1870)
- 25. února – František de Paula z Lichtenštejna, rakouský šlechtic a generál († 31. března 1887)
- 26. února – Victor Hugo, francouzský básník a spisovatel († 22. květen 1885)
- 27. února – Alžběta Alexandra Württemberská, bádenská princezna († 5. prosince 1864)
- 27. března – Félix-Jacques Moulin, francouzský fotograf († 12. prosince 1875)
- 9. dubna – Elias Lönnrot, finský spisovatel († 19. března1884)
- 11. dubna – Adolphe Hercule de Graslin, francouzský entomolog († 31. května 1882)
- 13. dubna – Leopold Fitzinger, rakouský zoolog († 20. září 1884)
- 16. dubna
  - François-Christophe-Edouard Kellermann, francouzský státník († 2. října1868)
  - 16. dubna – Eugène Flachat, francouzský stavitel železnic († 16. června 1873)
- 6. května – Charles Nicholas Aubé, francouzský lékař a entomolog († 15. října 1869)
- 12. května – Henri Lacordaire, francouzský dominikánský kněz († 21. listopadu 1861)
- 14. května – Carlo Caccia Dominioni, italský biskup († 6. října 1866)
- 20. května – David Octavius Hill, skotský malíř, litograf a fotograf († 17. května 1870)
- 25. května – Johann Friedrich von Brandt, německý přírodovědec († 15. července 1879)
- 12. června – Harriet Martineauová, anglická spisovatelka a socioložka († 27. června 1876)
- 3. července – Ignacy Domeyko, polsko-chilský geolog, mineralog, cestovatel a etnograf († 23. listopadu 1889)
- 5. července – Pavel Nachimov, ruský admirál († 12. července 1855)
- 24. července – Alexandre Dumas starší, francouzský spisovatel († 5. prosince1870)
- 31. července – Benedict Waldeck, německý politik († 12. května1870)
- 5. srpna – Niels Henrik Abel, norský matematik († 6. dubna1829)
- 25. srpna – Nikolaus Lenau, rakouský básník († 22. srpna 1850)
- 26. srpna – Ludwig Schwanthaler, bavorský sochař († 14. listopadu 1848)
- 31. srpna – Husejn Gradaščević, bosenský generál († 17. srpna 1834)
- 19. září – Lajos Kossuth, maďarský politik, spisovatel a revolucionář († 20. března 1894)
- 25. října – Richard Parkes Bonington, anglický romantický krajinář († 23. září 1828)
- 26. října – Michal I. Portugalský, portugalský vzdorokrál († 14. listopadu 1866)
- 29. listopadu – Wilhelm Hauff, německý spisovatel († 18. listopadu 1827)
- 13. prosince – Joseph Hippolyte Guibert, francouzský arcibiskup a kardinál († 8. července 1886)
- 15. prosince – János Bolyai, maďarský matematik († 27. ledna1860)
- 17. prosince – František Karel Habsbursko-Lotrinský, rakouský arcivévoda († 8. března1878)
- 27. prosince – Thomas Fearnley, norský malíř († 16. ledna 1842)
- ? – Daniel Block, americký židovský aktivista († 1853)
- ? – Ambroży Mieroszewski, polský malíř († 1884)

## Úmrtí

### Česko
- 20. února – Jakub Teplý, sochař a řezbář (* 24. července 1729)
- 27. dubna – Josef Kramolín, malíř (* 11. dubna 1730)
- 3. června – Josef Adam Arco, královéhradecký biskup (* 27. ledna 1733)
- 18. července – Jan Quirin Jahn, malíř, historik a teoretik umění (* 4. června 1739)
- 4. srpna – Gotthard Pokorný, varhaník a hudební skladatel (* 16. listopadu 1733)
- 31. srpna – Václav Fortunát Durych, filolog (* 28. září 1735)
- 5. října – Jan Kryštof z Blümegenu, Moravský zemský hejtman (* 8. července 1722)
- ? – Arnošt Vančura, skladatel, klavírista a dirigent v Rusku (* 1750)

### Svět
- 22. března – James Alexander, irský domácí pan, politik a 1. hrabě z Caledonu (* 1730)
- 1. dubna – Joseph Duplessis, francouzský malíř (* 22. září 1725)
- 11. dubna – Juraj Papánek, slovenský kněz a historik (* 1. dubna 1738)
- 18. dubna – Erasmus Darwin, anglický lékař, filosof, vynálezce a básník (* 12. prosince 1731)
- 22. května – Martha Washingtonová, manželka George Washingtona (* 2. června 1731)
- 23. května – Ercole del Rio, italský šachista (* 1723)
- 30. května – Johann Josef Leitenberger, podnikatel německého původu působící především v textilním oboru (* 27. března 1730)
- 22. července – Marie François Xavier Bichat, francouzský anatom a fyziolog (* 14. listopadu 1771)
- 19. září – Marie Luisa Neapolsko-Sicilská, velkovévodkyně toskánská (* 27. července 1773)
- 24. září – Alexandr Nikolajevič Radiščev, ruský spisovatel, filosof a revolucionář (* 31. srpna 1749)
- 26. září – Jurij Vega, slovinsko-rakouský generál, matematik a fyzik (* 23. března 1754)
- 9. října – Ferdinand Parmský, parmský vévoda (* 20. ledna 1751)
- 26. října – Felipe González Ahedo, španělský mořeplavec a kartograf (* 13. května 1714)
- 30. října – Charles Alexandre de Calonne, francouzský ministr financí za vlády Ludvíka XVI. (* 20. ledna 1734)
- 2. prosince – Charles Leclerc d'Ostin, francouzský generál (* 17. března 1772)

## Hlavy států
- Francie – Napoleon Bonaparte (1799–1814)
- Habsburská monarchie – František I. (1792–1835)
- Osmanská říše – Selim III. (1789–1807)
- Prusko – Fridrich Vilém III. (1797–1840)
- Rusko – Alexandr I. (1801–1825)
- Spojené království – Jiří III. (1760–1820)
- Španělsko – Karel IV. (1788–1808)
- Švédsko – Gustav IV. Adolf (1792–1809)
- USA – Thomas Jefferson (1801–1809)
- Papež – Pius VII. (1800–1823)
- Japonsko – Kókaku (1780–1817)